# 波蘭伊斯蘭教

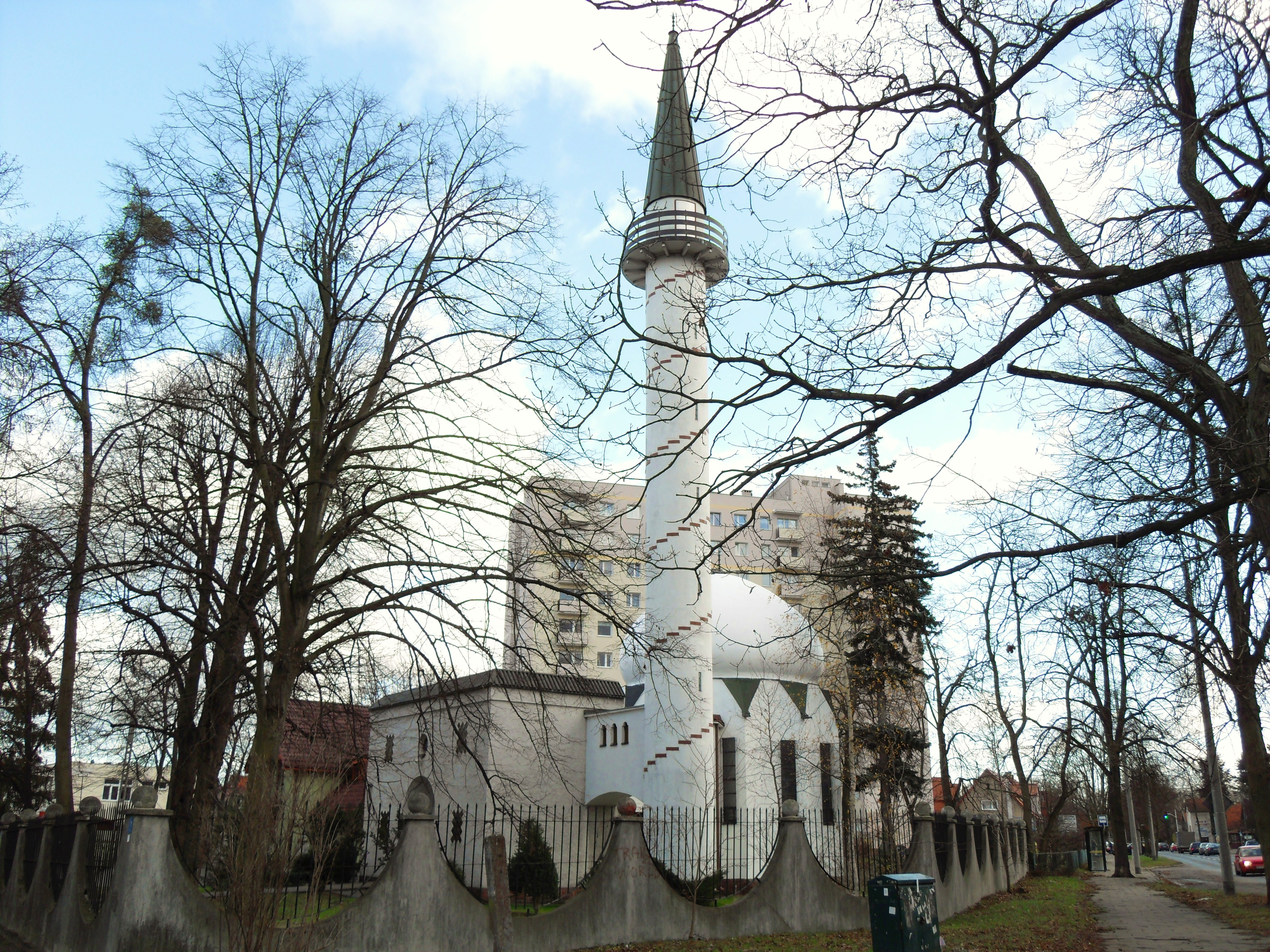
格但斯克一間清真寺

波蘭第一次被穆斯林書面記錄是10世紀西班牙科爾多瓦哈里發猶太特使易卜拉欣·伊本·雅各布。14世紀開始連續存在，主要信眾是立陶宛韃靼人。其中許多人定居在波蘭立陶宛聯邦，同時繼續他們的傳統和宗教信仰。第一非韃靼團體穆斯林在20世紀70年代抵達波蘭。目前穆斯林在波蘭的總數估計約為31,000，只佔0.1%。

## 開端
波蘭與伊斯蘭教接觸很少，直到14世紀第一批韃靼居民進入定居。
在14世紀，第一個韃靼部落定居立陶宛大公國和波蘭東部，他們被允許保留伊斯蘭教遜尼派信仰，以換取防守邊疆。最初的居留是暫時性的，大部分的韃靼人在其服務期滿後回到他們的故土。然而，在14世紀後期立陶宛大公維陶塔斯邀请一些鞑靼人担任波兰立陶宛军队。最大的是一個部落是脱脱迷失的手下，他指揮下的韃靼人都授予szlachta（貴族）的地位。韃靼輕騎兵，用來作為散兵和偵察部隊參加了很多的對外國軍隊戰鬥。
據估計，在17世紀波蘭立陶宛聯邦800萬總人口中，韃靼人大約有15,000人。除了宗教自由，韃靼人被允許和信仰天主教的波蘭女性或東正教的羅塞尼亞女性結婚，在那個時候歐洲是罕見的。
雖然在18世紀的大部分在軍中服務韃靼人已經波蘭化，而下層穆斯林社區的逐漸採用了魯塞尼亞語。遜尼派伊斯蘭教和韃靼傳統被保留下來。這導致形成中歐獨特的穆斯林文化，其中穆斯林正統元素與宗教寬容和相對寬鬆社會限制混合。例如，立陶宛韃靼人社會傳統上是男性和婦女被授予同等的地位，並可能就讀共同非隔離的學校同樣的權利。

## 20世紀
到了20世紀初，立陶宛韃靼人變得如此融入波蘭，他们已經是波蘭人一部分。
2002年人口普查顯示，只有447人宣稱自己是韃靼人。